# Thanatephorus biapiculatus
Thanatephorus biapiculatus är en svampart som först beskrevs av Donald Philip Rogers, och fick sitt nu gällande namn av P. Roberts 1998. Thanatephorus biapiculatus ingår i släktet Thanatephorus och familjen Ceratobasidiaceae.   Inga underarter finns listade i Catalogue of Life.